# Oulad Hassoune
Oulad Hassoune (franska: Oulad Hassoune (CR), Oulad Hassoune (Commune Rurale), arabiska: واحة سيدي ابراهيم) är en kommun i Marocko.   Den ligger i prefekturen Marrakech och regionen Marrakech-Safi, i den centrala delen av landet, 280 km söder om huvudstaden Rabat. Antalet invånare är 19 188.